# كفر الفيلة
قرية كفر الفيلة هي إحدى القرى التابعة لمركز أبو قرقاص بمحافظة المنيا في جمهورية مصر العربية. حسب إحصاءات سنة 2006، بلغ إجمالي السكان في كفر الفيلة 3298 نسمة، منهم 1693 رجلا و1605 امرأة.